# Comuna Celaru, Dolj
Celaru este o comună în județul Dolj, Oltenia, România, formată din satele Celaru (reședința), Ghizdăvești, Marotinu de Jos, Marotinu de Sus și Soreni.
La recensământul din 2002 avea o populație de 5371 locuitori. Este singura localitate rurală din județul Dolj care are un muzeu etnografic. Comuna beneficiază de rețea de apă curentă, realizată printr-un program Sapard și de rețea de CATV.

## Demografie
Componența etnică a comunei Celaru
     Români (89,87%)
     Romi (1,53%)
     Alte etnii (0,05%)
     Necunoscută (8,55%)
Componența confesională a comunei Celaru
     Ortodocși (90,94%)
     Alte religii (0,41%)
     Necunoscută (8,65%)
Conform recensământului efectuat în 2021, populația comunei Celaru se ridică la 3.929 de locuitori, în scădere față de recensământul anterior din 2011, când fuseseră înregistrați 4.593 de locuitori. Majoritatea locuitorilor sunt români (89,87%), cu o minoritate de romi (1,53%), iar pentru 8,55% nu se cunoaște apartenența etnică. Din punct de vedere confesional, majoritatea locuitorilor sunt ortodocși (90,94%), iar pentru 8,65% nu se cunoaște apartenența confesională.

## Politică și administrație
Comuna Celaru este administrată de un primar și un consiliu local compus din 13 consilieri. Primarul, Ștefan Antonie[*], de la Partidul Social Democrat, este în funcție din 1 noiembrie 2024. Începând cu alegerile locale din 2024, consiliul local are următoarea componență pe partide politice:
|  | Partid                          | Consilieri | Componența Consiliului | Componența Consiliului | Componența Consiliului | Componența Consiliului | Componența Consiliului | Componența Consiliului |
|  | ------------------------------- | ---------- | ---------------------- | ---------------------- | ---------------------- | ---------------------- | ---------------------- | ---------------------- |
|  | Partidul Social Democrat        | 6          |                        |                        |                        |                        |                        |                        |
|  | Partidul Național Liberal       | 5          |                        |                        |                        |                        |                        |                        |
|  | Alianța pentru Unirea Românilor | 2          |                        |                        |                        |                        |                        |                        |